# Bond Ridge
Bond Ridge är en bergstopp i Antarktis. Den ligger i Östantarktis. Australien gör anspråk på området. Toppen på Bond Ridge är 1 605 meter över havet.
Terrängen runt Bond Ridge är platt åt sydväst, men åt nordost är den kuperad. Trakten är obefolkad. Det finns inga samhällen i närheten.